# Stenellipsis obscurithorax
Stenellipsis obscurithorax là một loài bọ cánh cứng trong họ Cerambycidae.